# 借調
借調是公務員的一种工作方式，指编制在原单位，被借调到上级或主管单位短期工作之情形。

## 各國情況

### 中華民國
在中華民國政府中，借調是常見的政务官出任方式，尤其在行政机关方面，通常皆由大學教授借調至各個部會出任首長，期滿後再回原職。一般的常任文官或司法官也常有借調至上級機關的情形，例如原任職於各級法院或檢察署的法官、檢察官，如被借調至司法院、法務部擔任廳長或司長等行政職，則稱作“調辦事法官”或“調辦事檢察官”。
近期的案例有蔡英文政府的末任行政院院長陳建仁即是由中央研究院借調，其原職為基因體研究中心之特聘研究員。

### 中華人民共和國
在中华人民共和国公务员当中，借调作为一种干部使用方式，并不在《中华人民共和国公务员法》规定的干部使用范围内。《中华人民共和国公务员法》规定的公务员交流方式只有三种：调任、转任和挂职锻炼。
借调干部相对随意、不确定，少数人成功将借调变成了向上的捷径，大部分在借调之后又不得不回到原单位。